# 常霸
常霸，五胡十六国時代前燕人物。
常霸在前燕担任武原县令。咸康四年（338年）五月，後趙天王石虎，派遣使者至前燕国内，誘降诸将。成周内史崔焘、居就县令游泓、武原县令常霸、東夷校尉封抽、護軍将軍宋晃全都响应、後趙夺得前燕三十六城。燕王慕容皝派軍攻克响应後趙的諸城。战败的常霸、崔燾逃至後趙国都鄴城。